# Aeronave agrícola

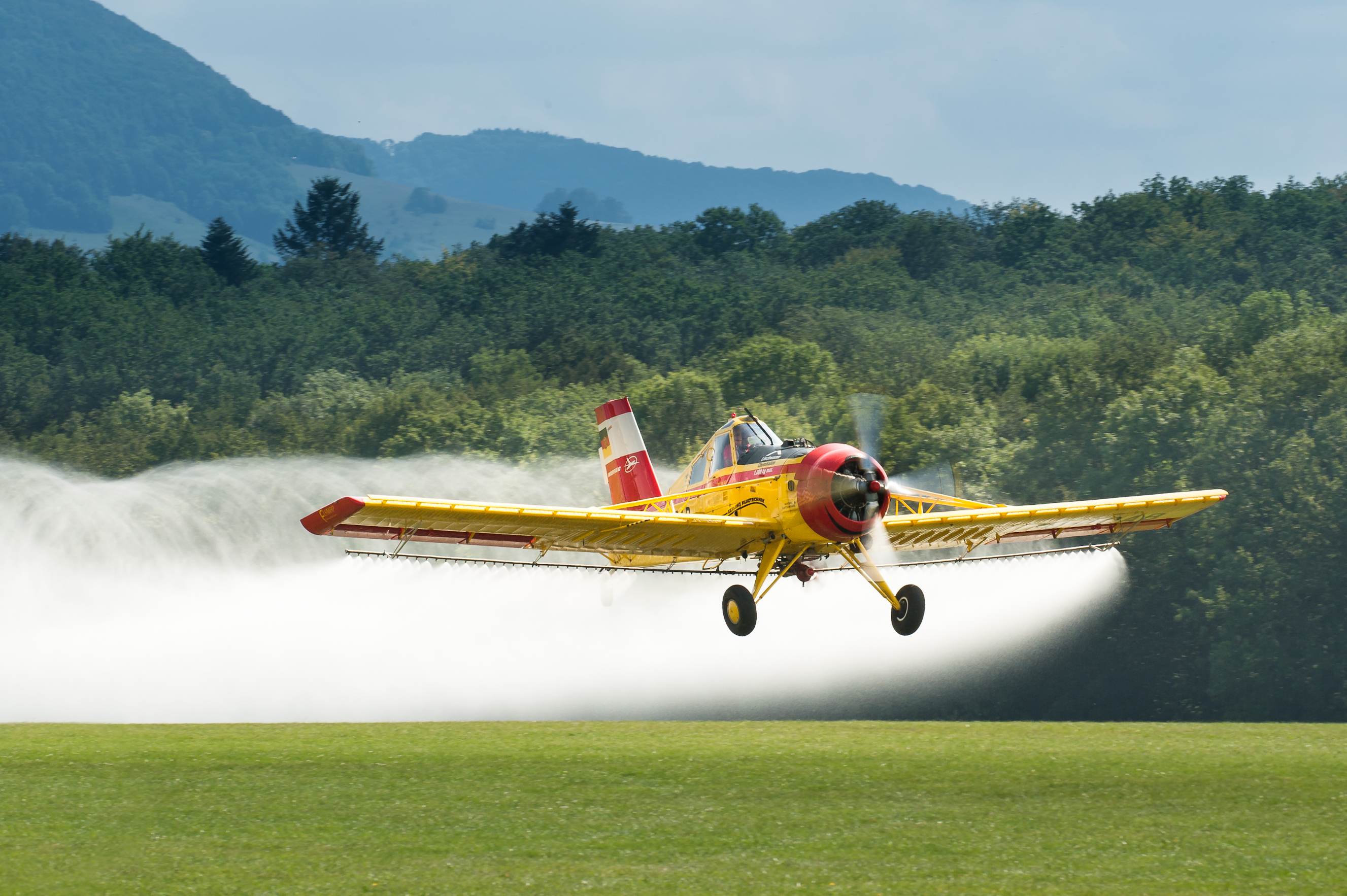
Um PZL-106AR Kruk

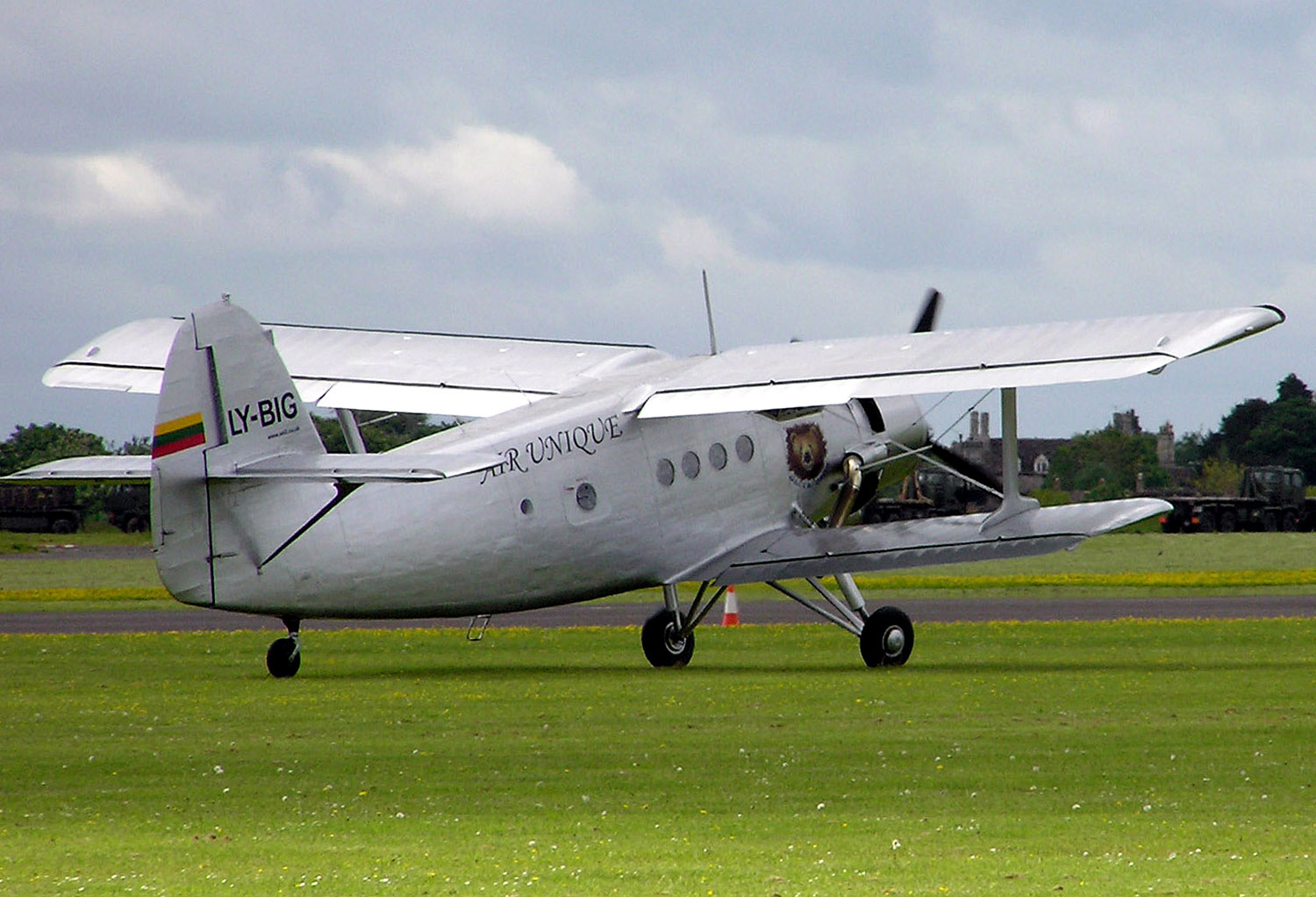
O Antonov An-2 foi uma aeronave produzida em massa. Muitas foram utilizadas na aviação agrícola

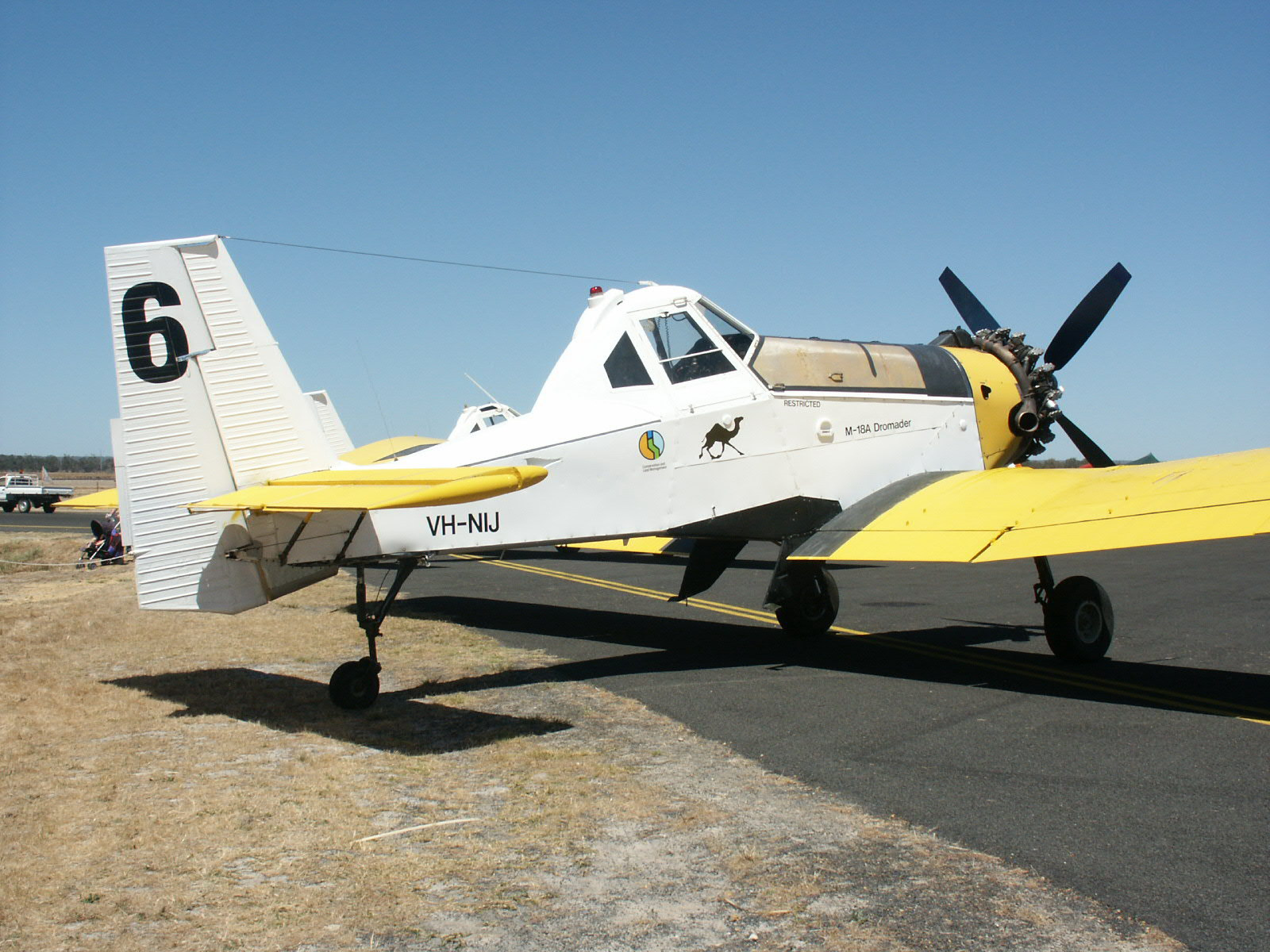
Um M-18 Dromader polonês utilizado para combate a incêndio na Austrália

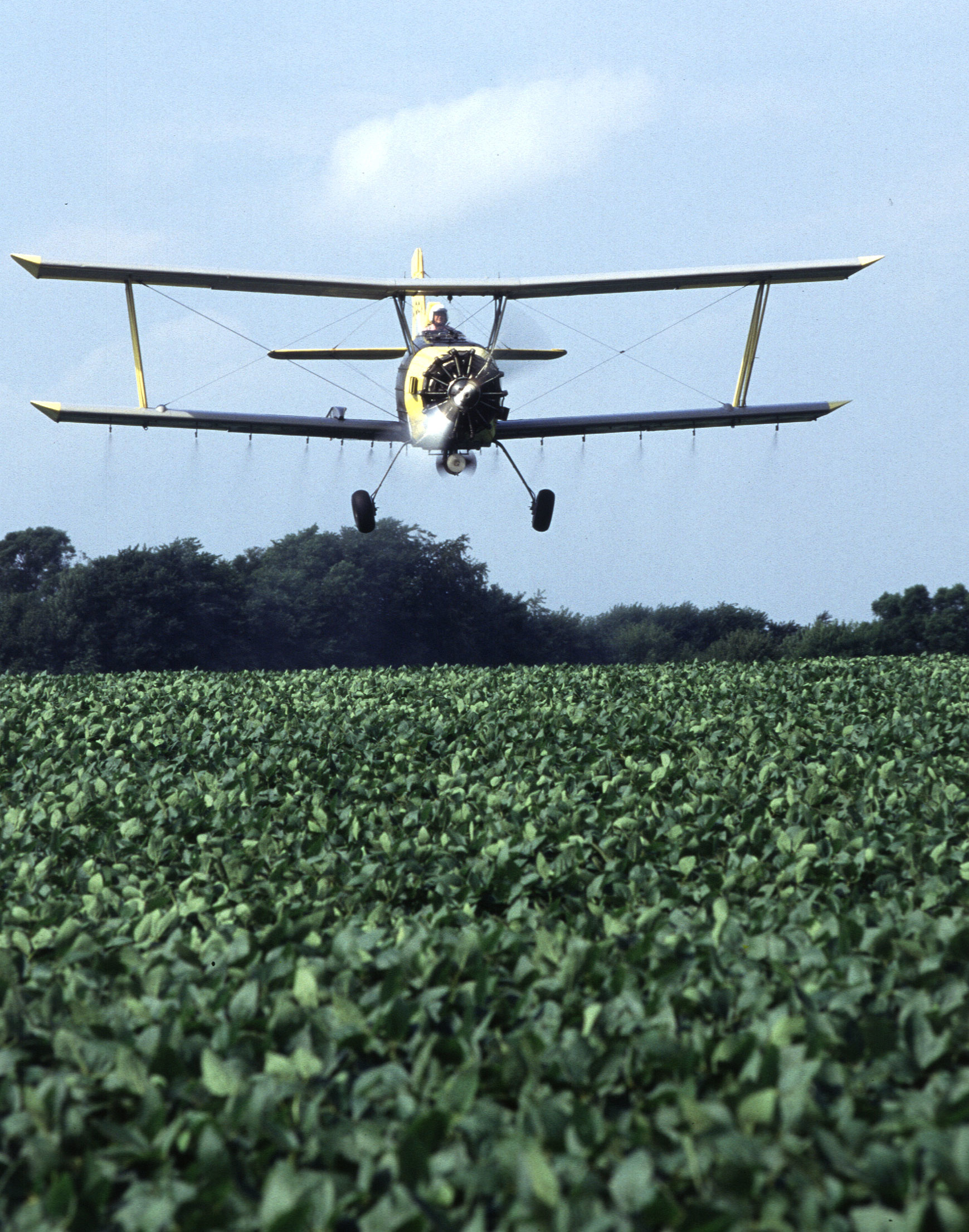
Um Grumman Ag Cat aplicando inseticida em um campo de soja

Uma aeronave agrícola é uma aeronave que foi construída ou convertida para uso agrícola - normalmente para a aplicação de pesticidas ou fertilizantes. Aeronaves agrícolas também são utilizadas em hidrossemeaduras.
As aeronaves agrícolas mais comuns são de asa fixa, tais como o Air Tractor, Cessna Ag-wagon, Gippsland GA200, Grumman Ag Cat, PZL-106 Kruk, M-18 Dromader, PAC Fletcher, PAC Cresco, Piper PA-36 Pawnee Brave, Embraer EMB 202 Ipanema, e Rockwell Thrush Commander (antigo Ayres Thrush), mas helicópteros também são utilizados.
Em geral, estas aeronaves tem motores a pistão ou turboélice. A única exceção conhecida é o polonês PZL M-15 Belphegor, que utiliza um motor turbofan.

## História
O uso de aeronaves para o lançamento de inseticidas iniciou na década de 1920 nos Estados Unidos. Os primeiros aviões usados para esta tarefa eram biplanos convertidos que haviam sido utilizados na Primeira Guerra Mundial, tal como o De Havilland Tiger Moth e Boeing Stearman. Após o desenvolvimento de inseticidas e fungicidas mais efetivos terem sido desenvolvidos na década de 1940 e a utilização de aeronaves para lançar fertilizantes ter sido desenvolvida por pesquisa do governo da Nova Zelândia, tornou-se comum a construção de aeronaves projetadas especificamente para este fim.
Em 19 de agosto de 1947 o piloto Clóvis Candiota decolava para o primeiro vôo agrícola no Brasil.

## Aeronaves
Nos Estados Unidos e Europa, as aeronaves agrícolas são normalmente pequenas, simples e robustas. A maior parte possui os sistemas de dispersão instalados no bordo de fuga de suas asas e as bombas funcionam com o auxílio de uma hélice girada pelo vento. Em lugares onde as fazendas são maiores como na Nova Zelândia, Austrália e as antigas nações do Pacto de Varsóvia e outros países em desenvolvimento, maiores e mais potentes aeronaves foram usadas, incluindo aeronaves com motor turboélice, como o PAC Cresco, ou bimotores como o Lockheed L-18 Lodestar e o WSK-Mielec M-15 Belphegor, um biplano com motor turbofan. Todos tendem a ter capacidade STOL. Por vezes, uma turbina de ar de impacto é utilizada como fonte auxiliar de energia para as bombas, ao invés de utilizar energia do próprio motor (pelo fato de poder ser instalado sem quaisquer modificações aos sistemas mecânicos da aeronave). Em lugares onde o uso de uma aeronave dedicada para aplicação agrícola não é vantajosa, modelos utilitários como o Antonov An-2 e o De Havilland Canada DHC-2 Beaver foram usados.
] foram usados.]
No caso de helicópteros, os tanques são colocados externamente na aeronave, enquanto o equipamento de pulverização estende-se para fora e para a lateral, colocado logo abaixo dos esquis e das pás do rotor principal. A hidrossemeadura é normalmente feita por helicópteros utilizando tanques muito parecidos com os utilizados para combate a incêndio.

## Técnicas
Para reduzir a deriva dos materiais pulverizados, os pilotos agrícolas tentam voar pouco acima do solo. Os campos são normalmente envoltos por obstáculos tais como árvores, linhas de energia e construções. Tais aeronaves possuem cabines reforçadas para proteger o piloto em caso de acidente.

## Críticas

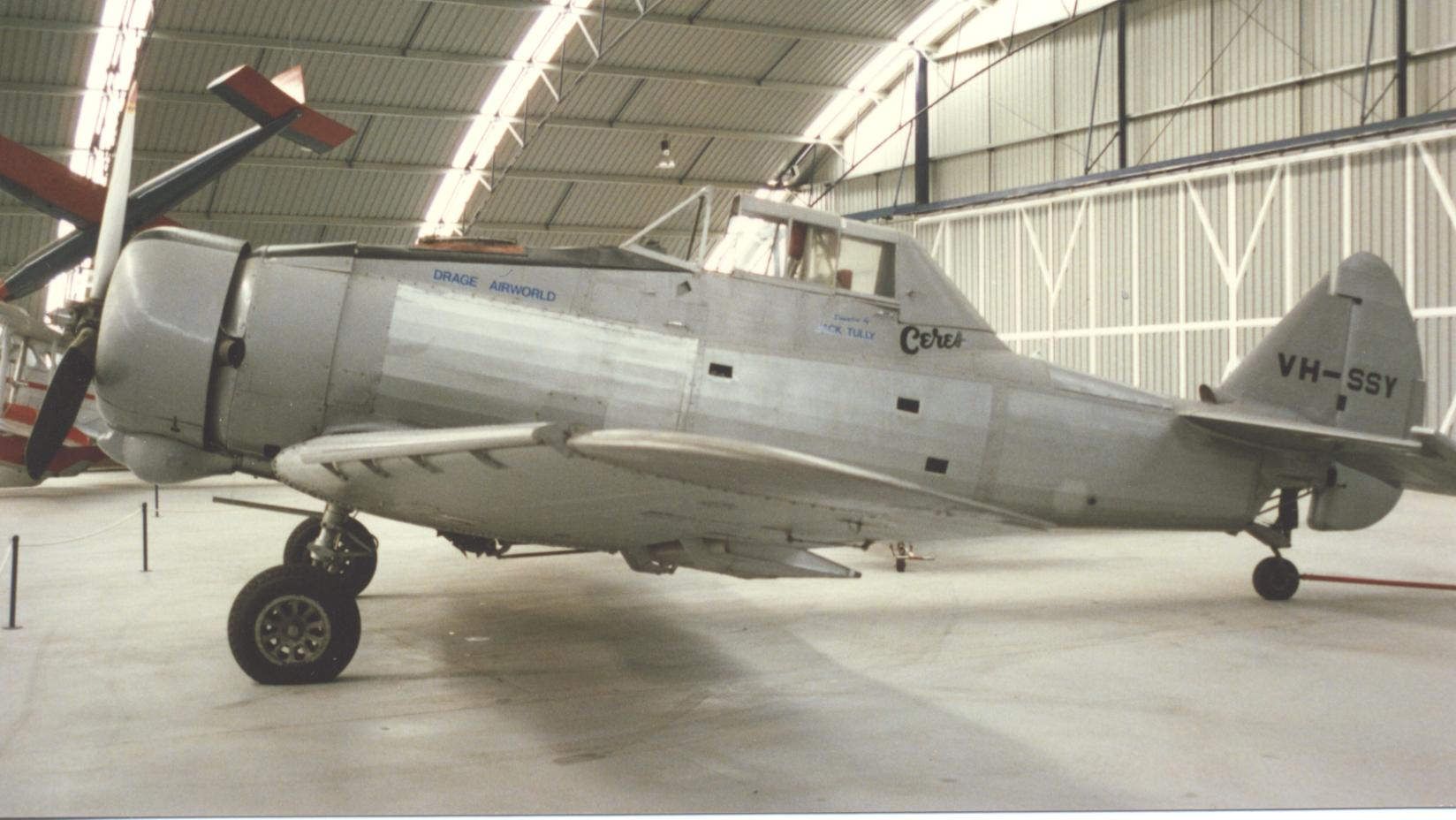
Um Commonwealth CA-28 Ceres australiano no Aeroporto de Wangaratta em 1988. O CA-28 foi uma aeronave desenvolvida na década de 1950

A utilização de aeronaves para este fim é controverso deste a década de 1960, devido a preocupações sobre a deriva dos pesticidas (como citado no livro Silent Spring de Rachel Carson). Normalmente, este tipo de operação está sujeita a autorização e restrições, por exemplo, pulverizar pesticida não é permitido na Suécia, apesar de algumas exceções serem feitas, como áreas cheias de mosquitos durante o verão. A utilização de aeronaves para espalhar fertilizante também gerou críticas, por exemplo, na Nova Zelândia, descobriu-se que os fertilizantes entrando em veios de água promoviam desproporcionalmente o crescimento de espécies que são mais capazes de explorar os nutrientes, em um processo conhecido como eutrofização, levando a criarem restrições neste tipo de voo próximo a rios. No Brasil, algumas restrições são impostas pelo Ministério da Agricultura, incluindo a forma de manuseio dos produtos, formas de descontaminação, até a maneira de como lavar o avião.